# Ramon de Berenguer i de Llobet
Ramon de Berenguer i de Llobet (Girona, 26 de gener de 1870 - 23 de desembre de 1928) va ser un aristòcrata, industrial i polític català. Fill de Joaquim Ramon de Berenguer i de Camps de Benaiges i de Dolors de Llobet i de Parés. Era comte de Berenguer, títol pontifici atorgat a la seva família al segle xviii, i marquès consort de Garcillán.
Va ser l'impulsor i propietari de les centrals elèctriques de Vilanna i de Bescanó, projectades per l'arquitecte Joan Roca i Pinet; així com de la del Molí de Girona i una altra d'electroquímica al carrer de Migdia de la mateixa ciutat.
Com a polític es troba enquadrat en el Partit Conservador d'Antonio Maura i fou diputat provincial de la Mancomunitat de Catalunya des del 1919 fins a la supressió de l'entitat el 1925. A partir d'aquí, es troba relacionat en diferents càrrecs polítics fins que morí.
Un dels seus treballadors fou l'escriptor Miquel de Palol que li dedicà un apartat de les memòries Girona i jo.
Es va casar amb Asunción Maldonado y González de la Riba, marquesa de Garcillán dews de 1905. La parella va tenir dos fills, Joaquim i Jaume.